# Delivery Multimedia Integration Framework
DMIF, ou Delivery Multimedia Integration Framework, é uma interface uniforme entre o aplicativo e o transporte, que permite que o desenvolvedor do aplicativo MPEG-4 pare de se preocupar com esse transporte. DMIF foi definido no MPEG-4 Parte 6 (ISO/IEC 14496-6) em 1999. DMIF define duas interfaces: a DAI (DMIF/Application Interface) e a DNI (DMIF-Network Interface). Um único aplicativo pode ser executado em diferentes camadas de transporte quando suportado pela instanciação DMIF correta. O MPEG-4 DMIF suporta as seguintes funcionalidades:
- Uma interface de aplicação MPEG-4 DMIF transparente, independentemente de o par ser um par interativo remoto, transmissão ou mídia de armazenamento local.
- Controle do estabelecimento de canais FlexMux
- Utilização de redes homogêneas entre pares interativos: IP, ATM, móvel, PSTN, ISDN de banda estreita.
- Suporte para redes móveis, desenvolvido em conjunto com a ITU-T
- UserCommands com mensagens de confirmação.
- Gerenciamento de informações da camada de sincronização MPEG-4

DMIF expande o padrão MPEG-2 DSM-CC (ISO/IEC 13818-6:1998) para permitir a convergência de multimídia interativa, de transmissão e conversacional em uma especificação que será aplicável a decodificadores, desktops e estações móveis. O trabalho do DSM-CC foi estendido como parte do ISO/IEC 14496-6, com o DSM-CC Multimedia Integration Framework (DMIF). DSM-CC significa Digital Storage Media - Command and Control. DMIF também era um nome de grupo de trabalho dentro do Moving Picture Experts Group. A sigla "DSM-CC" foi substituída por "Delivery" (Delivery Multimedia Integration Framework) em 1997.